# Dracula posadarum
Dracula posadarum är en orkidéart som beskrevs av Carlyle August Luer och Rodrigo Escobar. Dracula posadarum ingår i släktet Dracula och familjen orkidéer. Inga underarter finns listade i Catalogue of Life.

## Bildgalleri

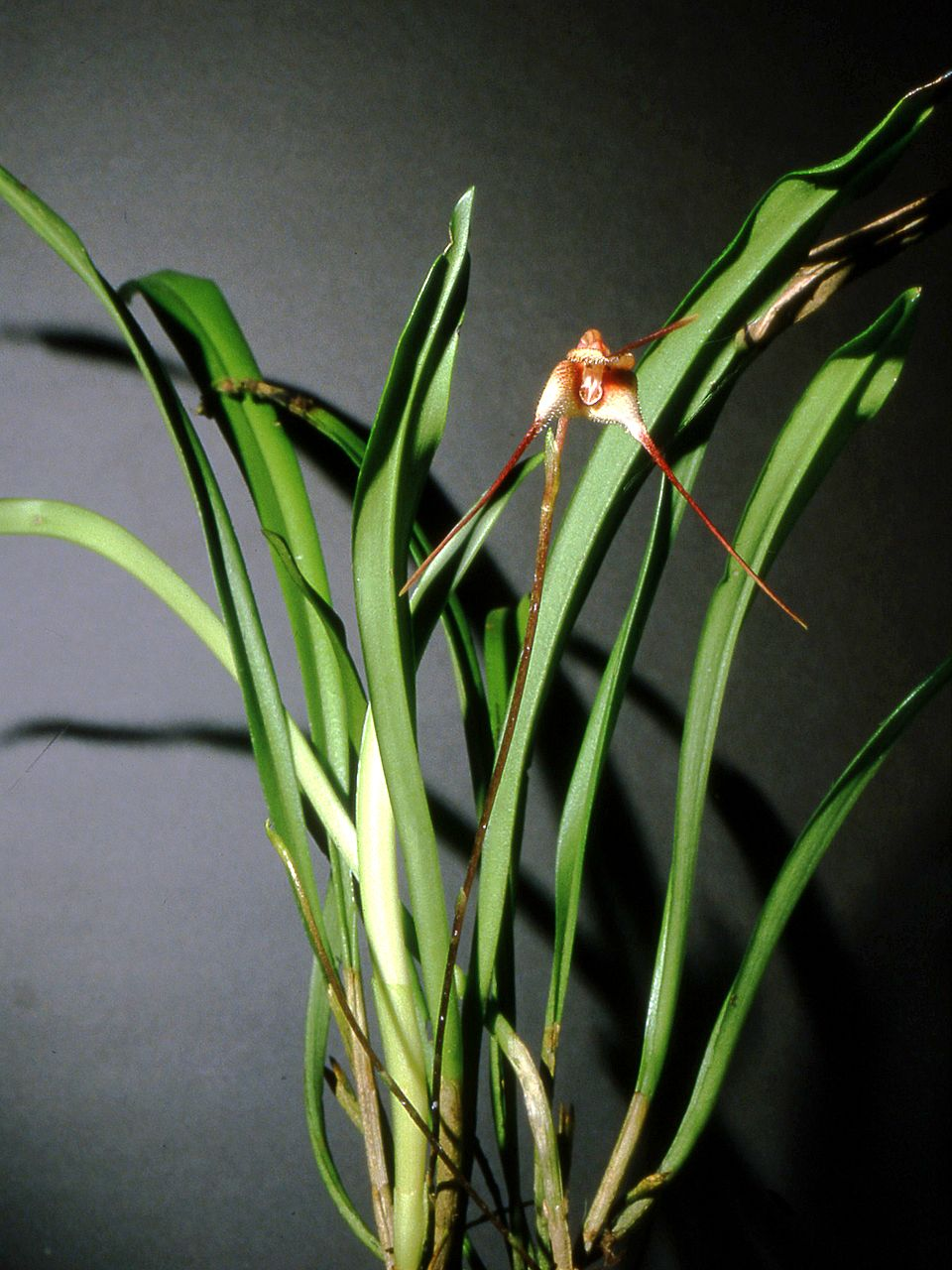
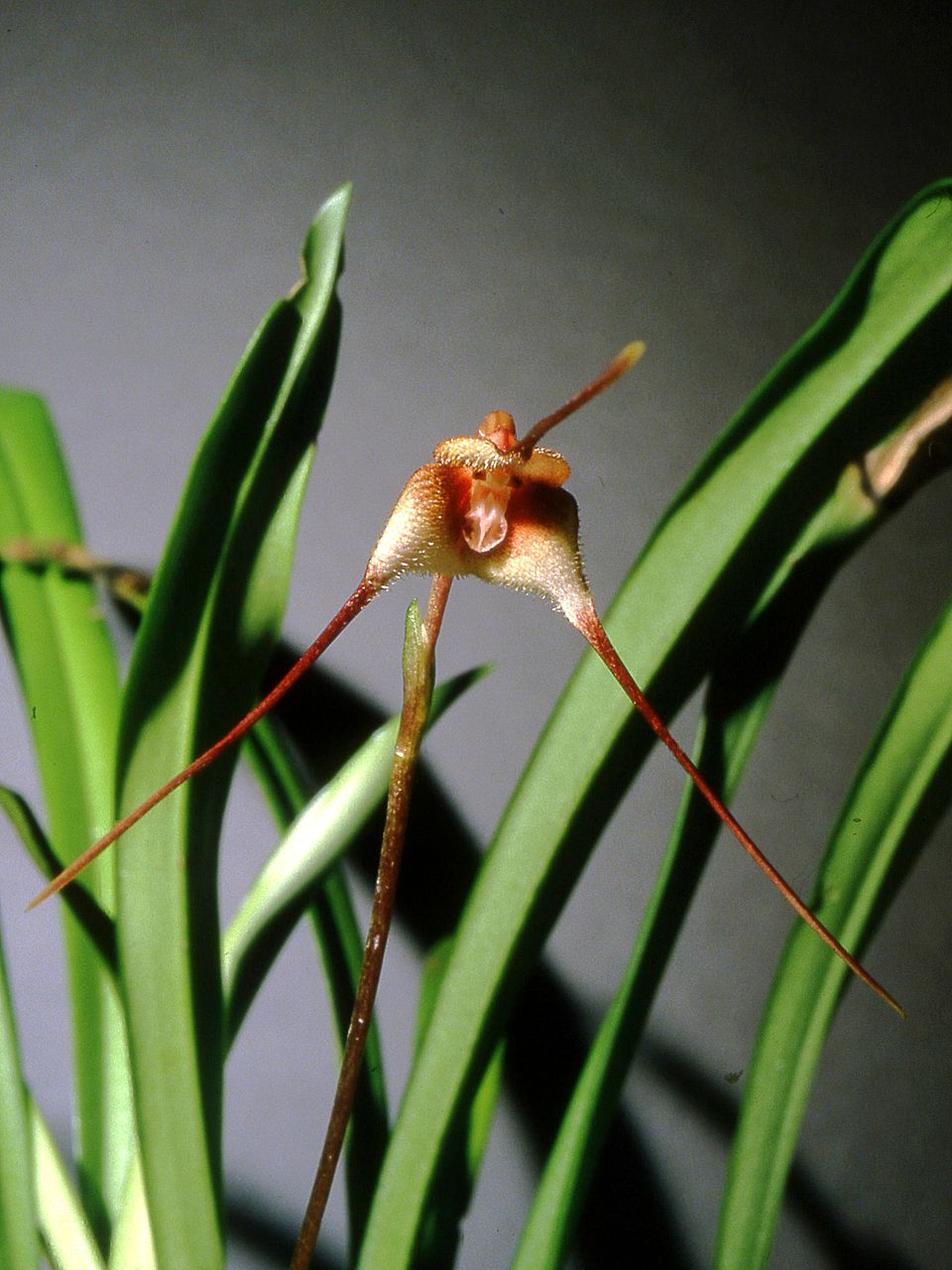
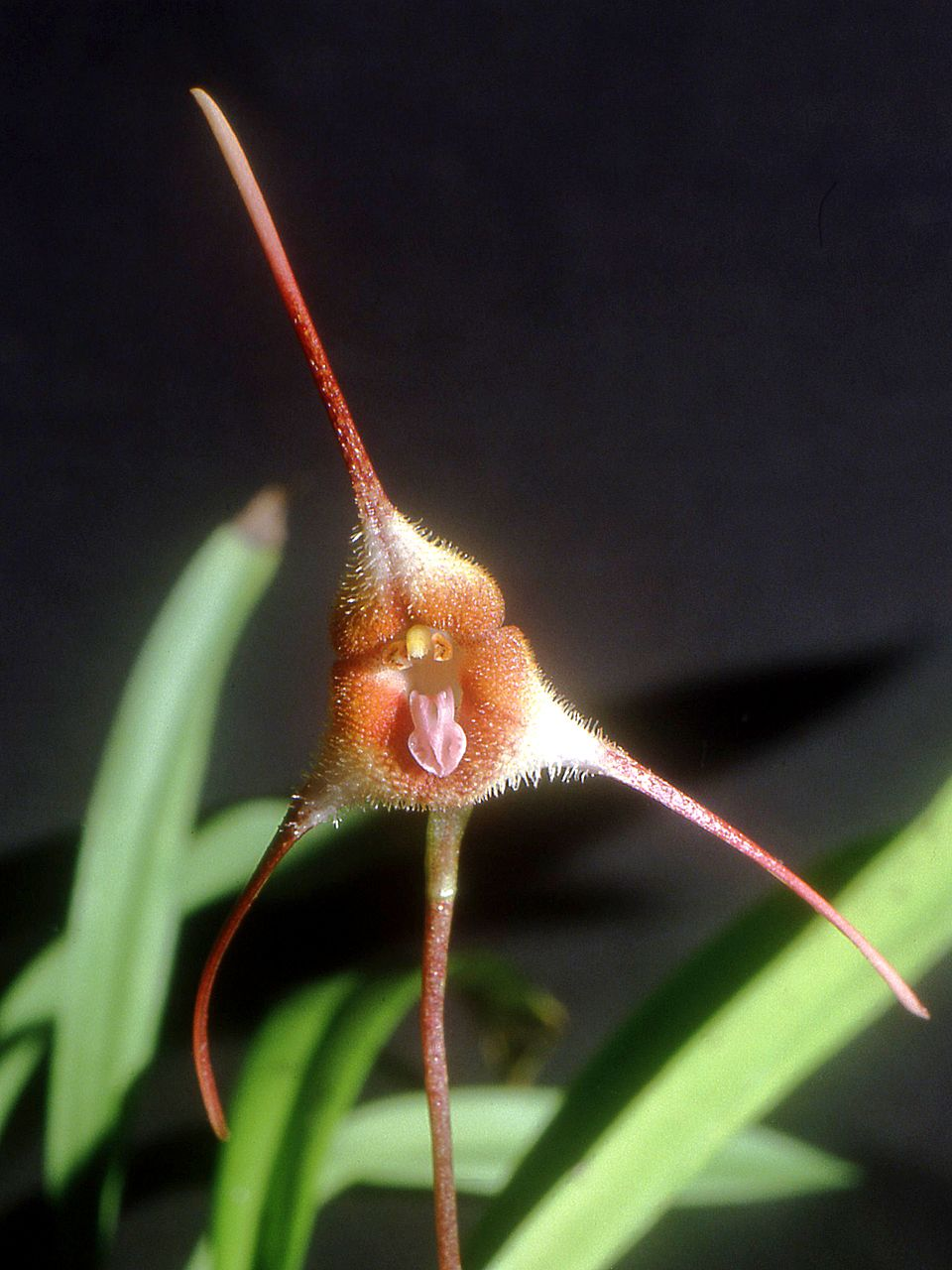